# Kitirima
Kitirima ist ein Verwaltungsbezirk (Ward) des Distrikts Rombo in der tansanischen Region Kilimandscharo.

## Geografie
Kitirima liegt im Nordosten von Tansania etwa 40 Kilometer nordöstlich der Regionshauptstadt Moshi am östlichen Abhang des Mawenzi. Es ist ein schmaler, langgestreckter Bezirk, dessen tiefster Punkt im Osten bei 1400 Meter Seehöhe liegt. Der höchste Punkt im Westen liegt auf 3700 Meter.
Der Bezirk grenzt im Westen und im Norden an Ubetu Kahe, im Osten an Kingachi und im Süden an Kirongo Samanga. Er hat eine Fläche von 18,6 Quadratkilometer und bei der Volkszählung 2022 lebten hier 12.751 Menschen in 3097 Haushalten.

## Gliederung
Kitirima besteht aus drei Gemeinden (Mtaa) mit zwölf Orten (Kitongoji):
| Msinga - Kimongoni - Chalocharika - Kitarura | Lesoroma - Charonga - Kitefure - Moru - Wasi | Kwalakamu - Singa Juu - Singachini - Kwalakamu - Wala Chini - Wala Juu |

## Wirtschaft und Infrastruktur
- Gesundheit: Für die medizinische Betreuung der Bevölkerung sorgt das Karume Gesundheitszentrum.[7]
- Bildung: Die Kwalakamu Secondary School ist eine öffentliche weiterführende Schule mit einer Ausbildung für Mädchen und Burschen bis zur 4. Stufe.[8]
- Verkehr: Durch den Bezirk verläuft eine asphaltierte Landesstraße, die östlich von Moshi von der T15 abzweigt und durch den Bezirk weiter nach Kenia führt.[9]